# Croixrault
Croixrault és un municipi francès situat al departament del Somme i a la regió dels Alts de França. L'any 2007 tenia 414 habitants.

## Demografia

### Població
El 2007 la població de fet de Croixrault era de 414 persones. Hi havia 138 famílies de les quals 31 eren unipersonals (12 homes vivint sols i 19 dones vivint soles), 38 parelles sense fills, 54 parelles amb fills i 15 famílies monoparentals amb fills.
La població ha evolucionat segons el següent gràfic:
Habitants censats

### Habitatges

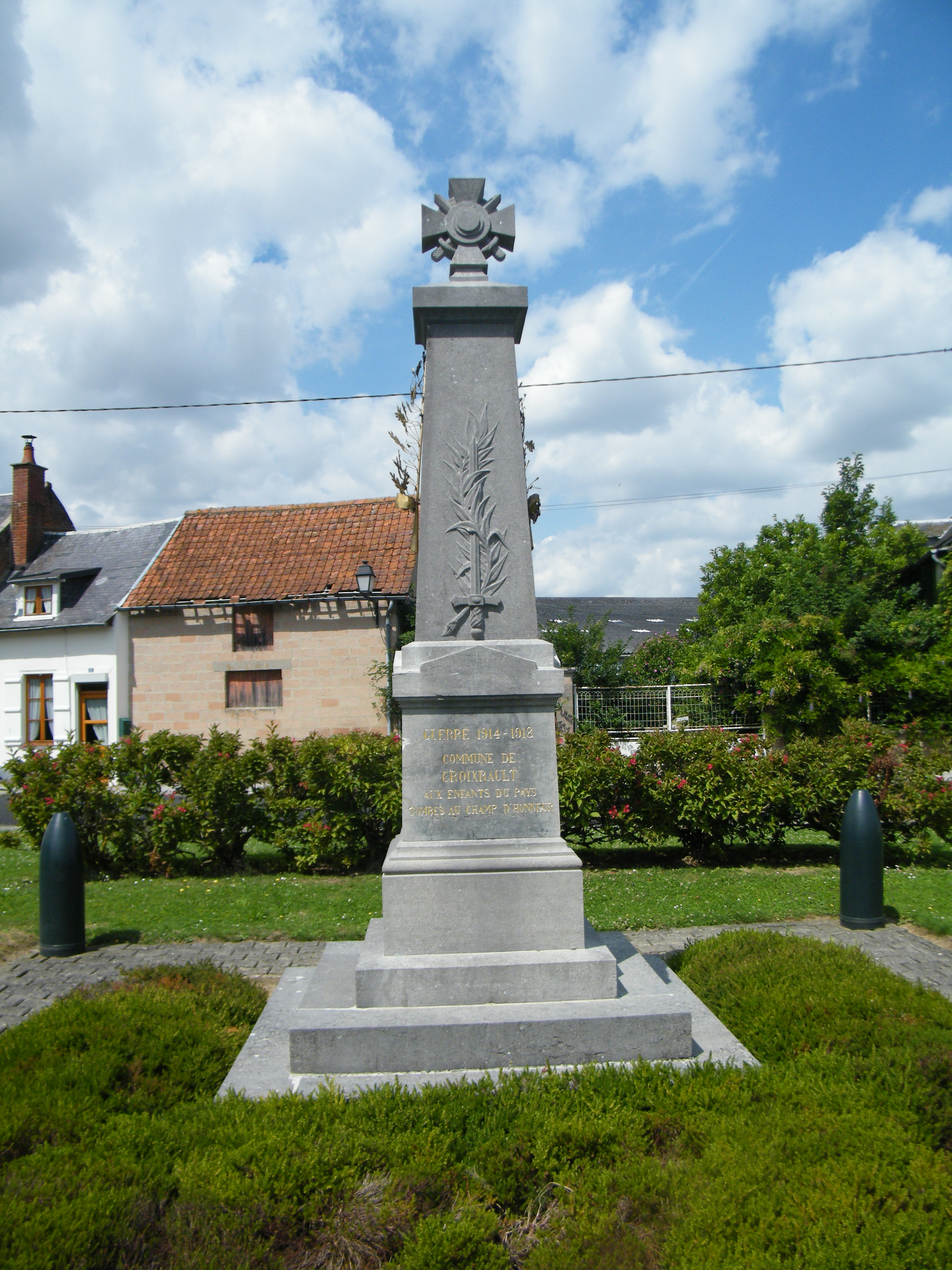

El 2007 hi havia 172 habitatges, 149 eren l'habitatge principal de la família, 10 eren segones residències i 13 estaven desocupats. 160 eren cases i 12 eren apartaments. Dels 149 habitatges principals, 104 estaven ocupats pels seus propietaris, 36 estaven llogats i ocupats pels llogaters i 10 estaven cedits a títol gratuït; 1 tenia una cambra, 2 en tenien dues, 23 en tenien tres, 36 en tenien quatre i 88 en tenien cinc o més. 122 habitatges disposaven pel capbaix d'una plaça de pàrquing. A 60 habitatges hi havia un automòbil i a 68 n'hi havia dos o més.

### Piràmide de població

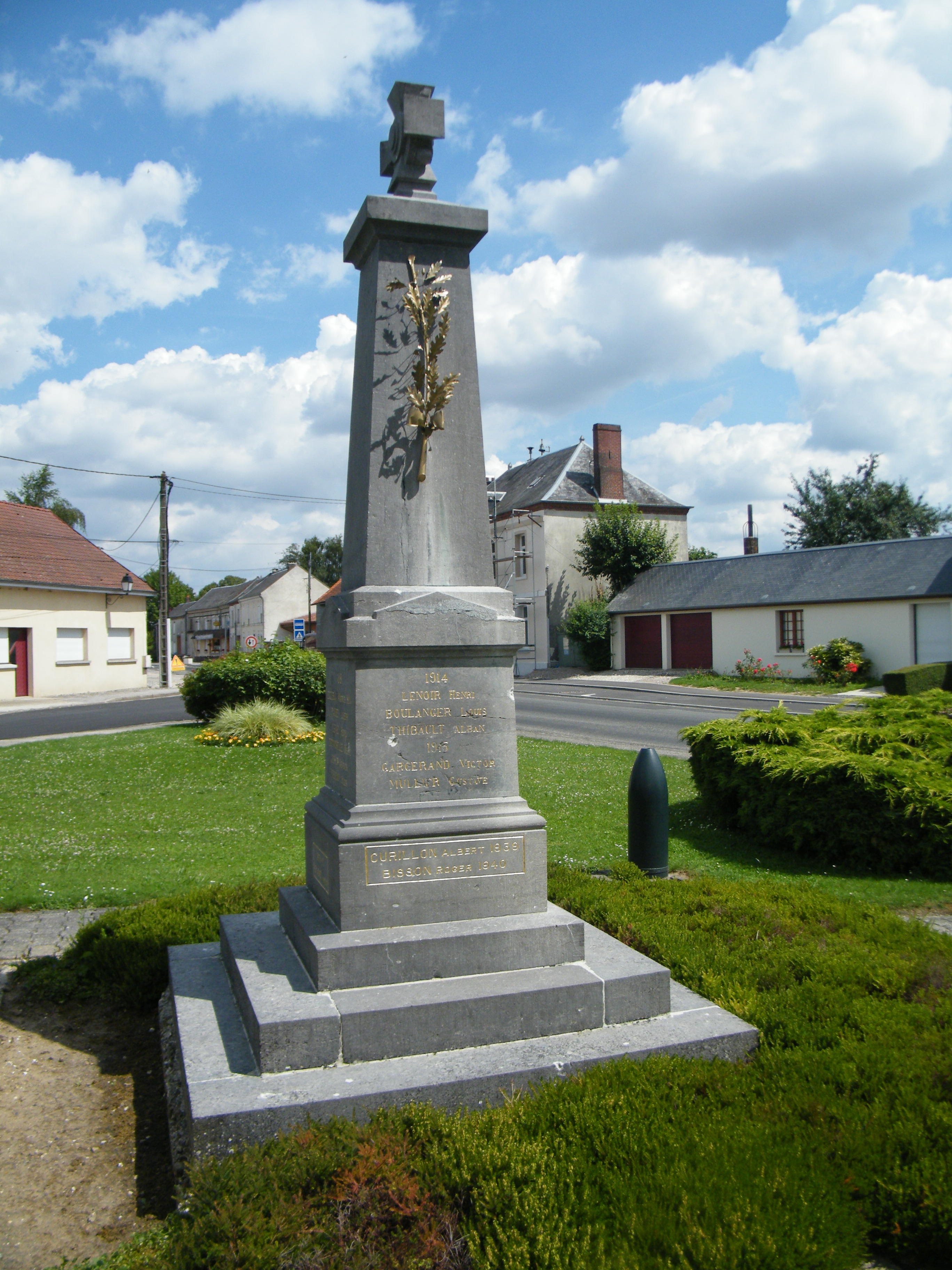

La piràmide de població per edats i sexe el 2009 era:
| Homes | Edats   | Dones |
| ----- | ------- | ----- |
| 0     | 95 o +  | 0     |
| 0     | 90 a 94 | 0     |
| 0     | 85 a 89 | 0     |
| 0     | 80 a 84 | 8     |
| 16    | 75 a 79 | 12    |
| 16    | 70 a 74 | 12    |
| 16    | 65 a 69 | 4     |
| 8     | 60 a 64 | 12    |
| 4     | 55 a 59 | 8     |
| 4     | 50 a 54 | 8     |
| 16    | 45 a 49 | 4     |
| 12    | 40 a 44 | 12    |
| 24    | 35 a 39 | 16    |
| 8     | 30 a 34 | 20    |
| 0     | 25 a 29 | 4     |
| 8     | 20 a 24 | 0     |
| 28    | 15 a 19 | 12    |
| 8     | 10 a 14 | 12    |
| 8     | 5 a 9   | 20    |
| 8     | 0 a 4   | 4     |

## Economia
El 2007 la població en edat de treballar era de 252 persones, 188 eren actives i 64 eren inactives. De les 188 persones actives 165 estaven ocupades (86 homes i 79 dones) i 24 estaven aturades (13 homes i 11 dones). De les 64 persones inactives 20 estaven jubilades, 18 estaven estudiant i 26 estaven classificades com a «altres inactius».

### Ingressos
El 2009 a Croixrault hi havia 156 unitats fiscals que integraven 412 persones, la mediana anual d'ingressos fiscals per persona era de 15.614 €.

### Activitats econòmiques
Dels 17 establiments que hi havia el 2007, 2 eren d'empreses extractives, 2 d'empreses de fabricació d'altres productes industrials, 4 d'empreses de construcció, 3 d'empreses de comerç i reparació d'automòbils, 2 d'empreses de serveis, 2 d'entitats de l'administració pública i 2 d'empreses classificades com a «altres activitats de serveis».
Dels 5 establiments de servei als particulars que hi havia el 2009, 1 era un paleta, 1 guixaire pintor, 2 lampisteries i 1 perruqueria.
L'únic establiment comercial que hi havia el 2009 era una botiga de menys de 120 m².
L'any 2000 a Croixrault hi havia 8 explotacions agrícoles.

## Equipaments sanitaris i escolars

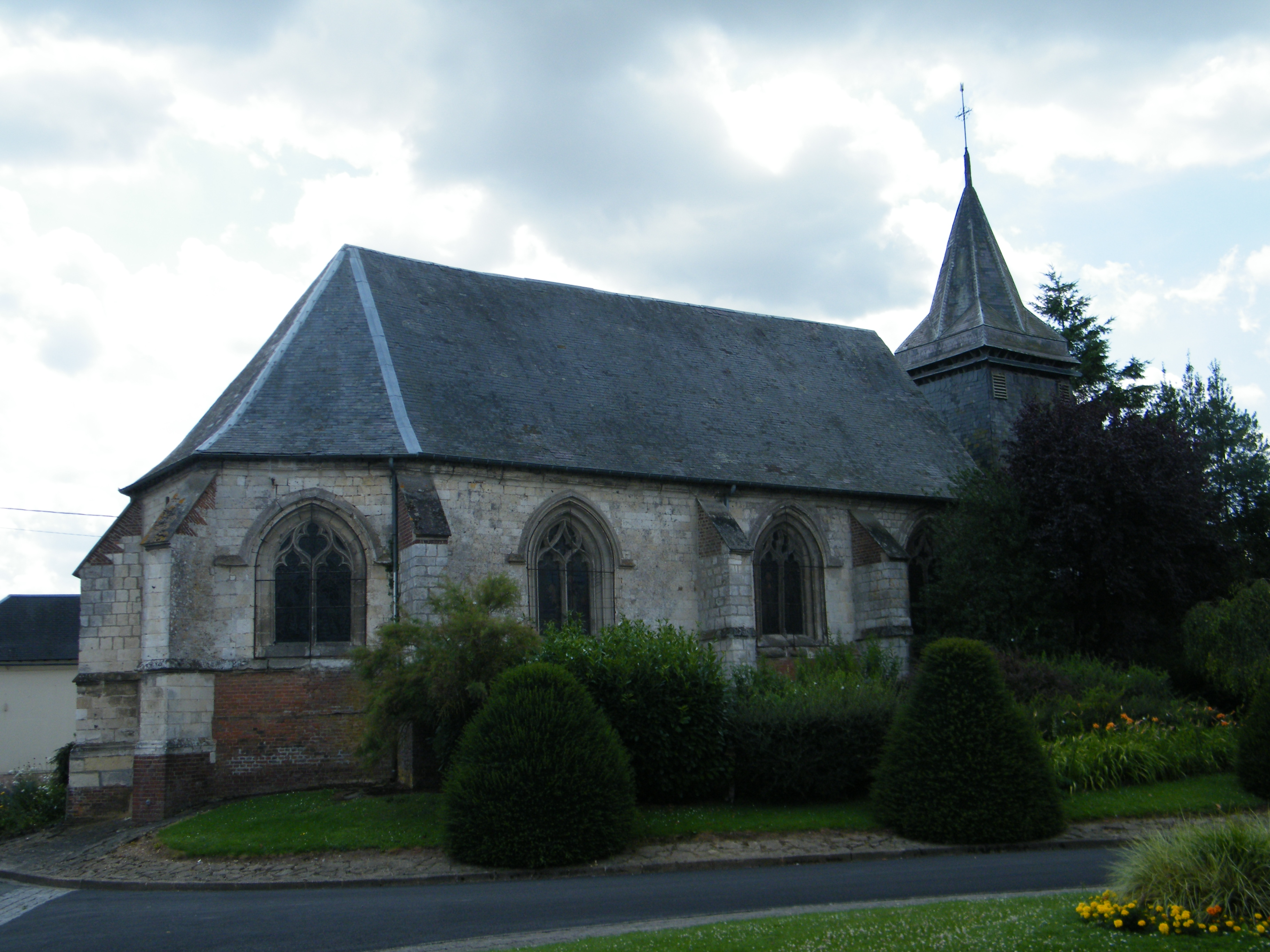

El 2009 hi havia una escola elemental integrada dins d'un grup escolar amb les comunes properes formant una escola dispersa.

## Poblacions més properes
El següent diagrama mostra les poblacions més properes.